# Kunstakademiet i Trondheim

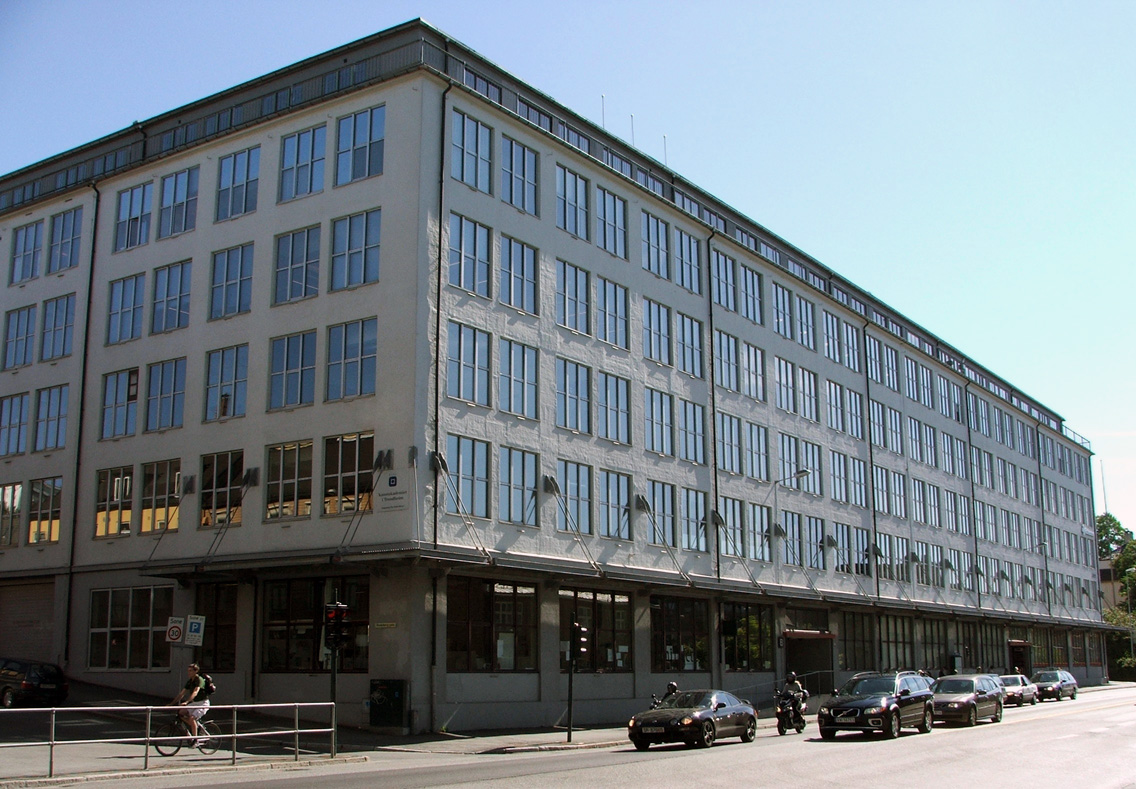
Kunstakademiets byggnad i Trondheim, nära Nedre Elvehavn

Kunstakademiet i Trondheim är en del av institutet för bildkonst, fakulteten för arkitektur och bildkonst vid NTNU i Trondheim, Norge.
Kunstakademiet uppstod som Kunstskolen i Trondheim strax efter andra världskriget. År 1979 blev skolan en högskola, och från 1987 en statlig konstakademi, som 1996 inlemmades i NTNU.
Kunstakademiet i Trondheim erbjuder treåriga kandidatstudier och tvååriga magisterstudier.